# 徐耀 (1970年)
徐耀（1970年12月—），男，汉族，中共党员，宁夏吴忠市人，中华人民共和国政治人物。

## 生平
徐耀早年在陕西西北政法学院就读，毕业后进入宁夏回族自治区公安厅任职，此后长期在警界任职；2009年，他回到家乡吴忠市，担任中共吴忠市委常委、政法委书记兼市公安局党委书记、局长；2014年，徐耀转岗至石嘴山市，担任该市党委常委、政法委副书记兼市公安局党委书记、局长。
2017年3月，徐耀回到宁夏回族自治区公安厅，出任该厅副厅长、党委委员；2019年，升任该厅正厅级的党委副书记、副厅长。2021年10月，徐耀再度回到家乡，出任中共吴忠市委书记。
2023年8月2日，徐耀回到银川市，升任宁夏回族自治区人民政府副主席；同月18日，不再兼任中共吴忠市委书记。
2024年12月19日，转任退役军人事务部副部长。